# Hugo Dürrenmatt
Hugo Dürrenmatt (Thun, 24 juni 1876 - Bern, 5 april 1957) was een Zwitsers politicus.

## Biografie

### Achtergrond, opleiding en vroege carrière
Dürrenmatt was de zoon van een politicus. Hij bezocht scholen in Herzogenbuchsee en het Vrije Gymnasium te Bern. Daarna studeerde hij rechten in Lausanne, München, Bern en Parijs. In 1898 promoveerde hij tot doctor in de rechten. Van 1901 tot 1920 had hij een eigen advocatenpraktijk in Herzogenbuchsee.

### Politieke carrière
Op politiek vlak engageerde Dürrematt zich met de Conservatief-Democratische Partij van het kanton Bern. In 1908 werd hij redacteur bij de conservatieve Berner Volkszeitung. Van 1908 tot 1920 was hij lid van de Grote Raad van Bern, eerst voor de conservatief-democraten, en daarna, vanaf 1919, voor de Boeren-, Werkers- en Middenstanderspartij (BGB). Van 1920 tot 1927 was hij voorzitter van de directie Belastingen van het kanton Bern. Van 1927 tot 1946 was hij lid van de Regeringsraad van het kanton Bern. Hij beheerde achtereenvolgens de departementen Sociale Zaken en Kerkelijke Zaken (1920-1934), Justitie (1934-1945) en Financiën (1945-1946). Van 1 juni 1930 tot 31 mei 1931 en van 1 juni 1939 tot 31 mei 1940 was hij voorzitter van de Regeringsraad (dat wil zeggen regeringsleider) van het kanton Bern).
Als aanhanger van een sociaal-christelijk conservatisme onderscheidde hij zich op sommige punten, met name op sociaal gebied en staatskundig gebied, waar hij opvallend progressief was. Dürrenmatt zette zich in voor de invoering van het systeem van evenredige vertegenwoordiging (gerealiseerd in 1919), Zwitserlands toetreding tot Volkenbond (gerealiseerd in 1920), alsook de invoering van het algemeen vrouwenkiesrecht.
De wetgeving betreffende de verhouding tussen Kerk en Staat in kanton Bern in 1945 was grotendeels het werk van Dürrenmatt. Dankzij Dürrenmatts inspanning verdwenen de laatste invloeden van de Kulturkampf.
Hugo Dürrenmatt overleed op 80-jarige leeftijd, op 5 april 1957 in Bern.

## Trivia
- De schrijver Friedrich Dürrenmatt (1921-1990) was zijn neef.